# Lamprosema fuscifimbrialis
Lamprosema fuscifimbrialis là một loài bướm đêm trong họ Crambidae.